# کلاه‌پوشان
کلاه‌پوشان (نام علمی: Mitrospingidae) نام یک خانواده از زیرراسته پرنده آوازخوان است.

## گونه‌ها
- فرخنده‌های کلاه‌پوش Mitrospingus
  - فرخنده تیره‌سیما، M. cassinii
  - فرخنده پشت‌زیتونی، M. oleagineus
- راست‌گوشه‌ها Orthogonys
  - فرخنده زیتونی، O. chloricterus
- ابلق‌ها Lamprospiza
  - فرخنده ابلق نوک‌سرخ، L. melanoleuca